# Tuyên phi (Khang Hy)
Tuyên phi Bát Nhĩ Tế Cát Đặc thị (chữ Hán: 宣妃博爾濟吉特氏; ? - 1736), Khoa Nhĩ Thấm Mông Cổ, là một phi tần của Thanh Thánh Tổ Khang Hi Hoàng đế.

## Thân thế
Bát Nhĩ Tế Cát Đặc thị, cũng gọi [Bác Nhĩ Tế Cẩm thị; 博尔济锦氏], xuất thân dòng dõi cao quý Thân vương thuộc bộ tộc Khoa Nhĩ Thấm Mông Cổ. Bà là cháu của Hiếu Trang Văn Hoàng hậu cùng Điệu phi - phi tần của Thuận Trị Đế.
Phụ thân của bà, Trát Tát Khắc Đạt Nhĩ Hãn Thân vương Hòa Tháp (和塔), vốn là con trai kế tự của Mãn Châu Tập Lễ (满珠习礼) thuộc Khoa Nhĩ Thấm Bát Nhĩ Tế Cát Đặc thị, ngoại thích của Hiếu Trang Văn Hoàng hậu. Xét theo vai vế, Bác Nhĩ Tế Cẩm thị thậm chí là biểu muội của Hiếu Huệ Chương Hoàng hậu, vì Bác Nhĩ Tế Cẩm thị là cháu gái của Mãn Châu Tạp Lễ, mà Mãn Châu Tạp Lễ là em trai của tổ phụ Hiếu Huệ Chương Hoàng hậu.
Trong nhà Bác Nhĩ Tế Cẩm thị có một anh cả tên là Ban Đệ, vào năm Khang Hi thứ 9 (1670) thú hôn Cố Luân Đoan Mẫn Công chúa, tiếp tục thừa tước Thân vương; một người chị gả cho Hòa Thạc Xa Thần Thân vương của bộ Ô Châu Mục Thấm làm Phúc tấn. Có thể thấy gia thế của Bác Nhĩ Tế Cẩm thị hiển hách vô cùng. Không rõ năm sinh của Bác Nhĩ Tế Cẩm thị, nhân do Hòa Tháp mất ở tháng 4 năm Khang Hi thứ 8 (1669), thì Bác Nhĩ Tế Cẩm thị muộn nhất cũng sinh vào năm Khang Hi thứ 9 - năm mà anh trai Ban Đệ của bà thành hôn với Cố Luân Đoan Mẫn Công chúa. Do vậy, ban đầu thì Bác Nhĩ Tế Cẩm thị ước chừng ở năm Khang Hi thứ 20 (1681) đến năm Khang Hi thứ 30 (1691) đã nhập cung, nhưng khi khảo chứng hồ sơ Mãn văn do Quất Huyền Nhã (橘玄雅) tổng kết thì Bác Nhĩ Tế Cẩm thị đã nhập cung vào năm Khang Hi thứ 6 (1667), tuổi tác rất nhỏ.
Khi nhập cung, Bác Nhĩ Tế Cẩm thị là một Thứ phi không vị hiệu. Căn cứ chế độ hậu cung nhà Thanh khi ấy, các Thứ phi chỉ dùng đãi ngộ mà phân định, Bác Nhĩ Tế Cẩm thị ban đầu hưởng Tần cấp Quý nhân (嬪級貴人), ý nghĩa chưa rõ, suy đoán trước mắt thì có lẽ là Quý nhân mà hưởng cấp Tần. Khoảng năm thứ 26 (1687), Bác Nhĩ Tế Cẩm thị được nâng đãi ngộ cấp Phi, hiệu là Hàm Phúc cung Cách cách (咸福宮格格). Điều này được chứng minh vào năm Khang Hi thứ 36 (1697), xuất hiện đãi ngộ của Thứ phi Đông thị (tức Khác Huệ Hoàng quý phi) cùng Thứ phi Bác Nhĩ Tế Cẩm thị, cả hai dù chưa được phong hiệu, xong đã có đãi ngộ hàng Phi.

## Phong vị Phi
Năm Khang Hi thứ 30 (1691), ngày 7 tháng 5 (âm lịch), Cát Nhĩ Đan xâm lấn Ô Châu Mục Thấm bộ, đánh bại quân Thanh. Vào lúc đó, Đại Phúc tấn của Ô Châu Mục Thấm bộ, chị của Thứ phi Bác Nhĩ Tế Cẩm thị quyết định đầu hàng Cát Nhĩ Đan. Khang Hi Đế biết tin tức giận, truất phong hiệu của Đại Phúc tấn. Sự việc này đối với gia tộc của Thứ phi có chút ảnh hưởng, nhưng may mắn sau đó anh trai bà là Ban Đệ có công diệt được Cát Nhĩ Đan.
Năm Khang Hi thứ 57 (1718), tháng 4, Khang Hi Đế nói bộ Lễ, muốn sắc phong 6 vị trong hậu cung, tuổi 40 tuổi đến 60 tuổi, sinh dục Hoàng tự. Thời Khang Hi, cung nhân trong hậu cung rất nhiều, dù là tần phi, song vẫn không định được phong hiệu chính thức. Thứ phi Bác Nhĩ Tế Cẩm thị tuy chưa sinh dục con cái, nhưng cũng được liệt vào hàng tấn phong. Cùng năm, tháng 12, Bác Nhĩ Tế Cẩm thị cùng Hòa tần Qua Nhĩ Giai thị và một số tần phi được hưởng sách phong, tức [Tuyên phi].
Đại học sĩ Mã Tề (马齐) cầm Tiết, tuyên đọc sách văn. Sách văn viết:
| “                                           | 朕惟备位宫闱端重温恭之选承休嫔御、更推辅翼之贤。简硕媛于紫庭。贲徽章于彤管。咨尔博尔济锦氏。中闺仰则。内殿扬英。爰历□山戊不□年。实资毗赞。昭融茂质如率履之无违。淑慎芳声、本含章之有耀。兹以册印、封尔为宣妃。尔其懿规益懋、承景福于方来。令闻弥彰迓鸿庥于勿替。 . Trẫm duy bị vị cung vi đoan trọng ôn cung chi tuyển thừa hưu tần ngự, canh thôi phụ dực chi hiền. Giản thạc viện vu tử đình. Bí huy chương vu đồng quản. Tư nhĩ Bác Nhĩ Tế Cẩm thị. Trung khuê ngưỡng tắc. Nội điện dương anh. Viên lịch □ sơn mậu bất □ niên. Thật tư bì tán. Chiêu dung mậu chất như suất lí chi vô vi. Thục thận phương thanh, bổn hàm chương chi hữu diệu. Tư dĩ sách ấn, phong nhĩ vi Tuyên phi. Nhĩ kỳ ý quy ích mậu, thừa cảnh phúc vu phương lai. Lệnh văn di chương nhạ hồng hưu vu vật thế. | ” |
| — Sách văn Tuyên phi Bát Nhĩ Tế Cát Đặc thị | |   |

Tuy Bác Nhĩ Tế Cẩm thị được định làm Tuyên phi, nhưng về sau trong hồ sơ cung đình xuất hiện danh xưng [Hiến phi; 憲妃], không rõ vì cớ gì. Khi Khang Hi Đế băng, Bác Nhĩ Tế Cẩm thị là hậu cung triều trước, cư ngụ tại Ninh Thọ cung.
Năm Càn Long nguyên niên (1736), ngày 8 tháng 8 (âm lịch), Ninh Thọ cung Hiến phi hoăng, không rõ bao nhiêu tuổi. Phụng an Phi viên tẩm của Thanh Cảnh lăng.

## Hậu cung bài tự
Căn cứ 《Khâm định đại thanh hội điển tắc lệ》cuốn 42, hậu phi bài vị trình tự ghi lại:
- Ôn Hi Quý phi
- Tuệ phi, Huệ phi, Nghi phi, Vinh phi, Bình phi, Lương phi, Tuyên phi, Thành phi, Thuận Ý Mật phi, Thuần Dụ Cần phi, Định phi.